# Cristuru Secuiesc
Cristuru Secuiesc é uma cidade da Romênia com 11291 habitantes, localizada no distrito de Harghita.